# Ayda Field

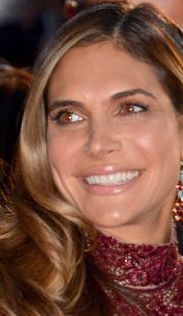
Ayda Field, 2015

Ayda Field Williams (* 17. Mai 1979 in Los Angeles als Ayda Sabahat Evecan) ist eine US-amerikanische Schauspielerin.

## Leben und Karriere
Die Tochter der Filmproduzentin Gwen Field und Haldun Evecan machte 1997 an der Harvard-Westlake School ihren Abschluss und studierte an der Duke University Internationale Politik. Sie spricht neben Englisch auch Türkisch, Französisch und Italienisch. Als Fernsehschauspielerin wurde Field in Nebenrollen und durch Auftritte in Filmkomödien und Seifenopern bekannt.
Seit 2006 ist sie mit dem englischen Popsänger Robbie Williams zusammen; sie heirateten 2010 in Beverly Hills. Das Paar hat vier Kinder: eine 2012 geborene Tochter, einen Sohn (* 2014); 2018 kam eine weitere Tochter durch eine Leihmutter zur Welt, und 2020 erneut ein Sohn.

## Filmografie (Auswahl)
- 2000–2001: Zeit der Sehnsucht (Days of Our Lives, Fernsehserie, 4 Folgen)
- 2004–2006: Blue Collar TV (Fernsehserie, 5 Folgen)
- 2006–2007: Studio 60 on the Sunset Strip (Fernsehserie, 15 Folgen)
- 2007–2008: Back to You (Fernsehserie, 11 Folgen)
- 2008: Fourplay (Fernsehfilm)
- 2008: Strange Wilderness
- 2011: Love Bites (Fernsehserie, eine Folge)
- 2012: 2 Broke Girls (Fernsehserie, eine Folge)
- 2013: Austenland